# Jeder Kopf hat seinen Preis
Jeder Kopf hat seinen Preis (Originaltitel: The Hunter) ist ein US-amerikanischer Actionfilm von Buzz Kulik aus dem Jahre 1980 mit Steve McQueen in seiner letzten Rolle. Der Film wurde vom 10. September 1979 bis 28. November 1979 gedreht und startete am 1. August 1980 im Verleih von Paramount Pictures in den US-amerikanischen Kinos. Für die Produktion war die Rastar Pictures verantwortlich. In der Bundesrepublik Deutschland wurde der Film am 19. Dezember 1980 durch Paramount Pictures veröffentlicht.

## Handlung
Der Film erzählt die auf wahren Begebenheiten beruhende Geschichte von Ralph „Papa“ Thorson, einem modernen Kopfgeldjäger. Thorson ist um die 50 und verdient sich seinen Lebensunterhalt auf der Grundlage eines alten Gesetzes aus dem 19. Jahrhundert, das ihn berechtigt, flüchtige Verbrecher wieder einzufangen und die für ihre Ergreifung ausgesetzte Prämie zu kassieren. „Papa“ ist mit einem 1951-er Chevrolet im Südwesten der USA unterwegs und spürt in einer Kneipe den jungen schwarzen Kautionsflüchtling Tommy Price auf, den er zurück nach Los Angeles bringen will. Dieser versucht zwar noch zu fliehen, Thorson kann den Jungen aber ohne Probleme festnehmen. Auf dem Rückweg nach L.A. beabsichtigt der Kopfgeldjäger, in Houston noch Billy Joe Face einzufangen und ebenfalls nach Los Angeles mitzunehmen. Sheriff Joe Strong, Onkel von Billy Joe Face, verweist Papa allerdings nach einer kurzen Unterredung unmissverständlich der Stadt. Dies hält den „Hunter“ jedoch nicht davon ab, Strongs Verwandten ebenfalls dingfest zu machen. Allerdings kann er den Koloss, der sich gerade mit einer Minderjährigen vergnügt, nur mit Mühe und unter Zuhilfenahme einer Betäubungspatrone überwältigen. Thorson bringt Price und Face nach L.A. Er will dem jungen Price helfen und steckt ihm seine Adresse zu. Zuhause wartet Papas weit jüngere, hochschwangere Freundin auf ihn, die Lehrerin Dotty. Thorson ist nicht davon begeistert, dass er Vater wird. Der Nostalgiker – sein Hobby ist das Sammeln von altem Blechspielzeug – ist der Ansicht, dass früher alles besser war. In die heutige kaputte Welt, in die er bei seiner Arbeit jeden Tag Einblick hat, sollte man keine Kinder mehr setzen. So hart und unerbittlich er während seiner Arbeit ist, hat Thorson doch ein Herz für Außenseiter. Sein Haus ist Treffpunkt einer Gruppe Underdogs, und so findet sich nach kurzer Zeit auch der junge Tommy Price bei ihm ein. Er kam ums Gefängnis herum und macht sich nun daran, diverse Elektrogeräte in Papa Thorsons Haus zu reparieren – allerdings ohne großen Erfolg.
Unterdessen beobachtet Rocco Mason – ein tablettensüchtiger Ex-Sträfling aus San Quentin – Thorsons Haus von einem VW-Bus aus. Während Thorson in einem Diner mit seinem Geschäftspartner Blumenthal beim Essen ist, schwört ihm Mason telefonisch Rache. Ralph nimmt die Drohung ernst, denn er hatte Mason einst verhaftet. Daher gibt er Dotty zur Sicherheit eine Pistole und Munition.
Wenig später fliegt Papa in Ritchie Blumenthals Auftrag nach Nebraska, um die „Dynamite-Brothers“ Luke und Matthew Branch einzufangen. In der Zwischenzeit sitzt Dotty allein in ihrem Klassenzimmer bei der Arbeit. Plötzlich taucht Rocco auf. Nachdem er Dotty bedroht und angekündigt hat, Ralph zu töten, schreit er fürchterlich auf und verschwindet wieder. Die verstörte Dotty verständigt die Polizei, eine Kollegin bietet ihr Hilfe an. Thorson kommt unterdessen mit einem schnellen neuen Mietwagen auf dem verwahrlosten Anwesen der Branch-Brüder in der Prärie an und findet alles ruhig vor. Die Brüder haben sich jedoch mittlerweile seines Wagens bemächtigt und versuchen, ihn zu überfahren. Ralph kann dem Auto und der ersten nach ihm geworfenen Dynamitstange ausweichen. Er nimmt die Verfolgung der beiden mit einem Mähdrescher in einem angrenzenden Maisfeld auf. Nachdem das Feld völlig kaputtgefahren ist, überfahren die beiden schrägen Vögel in Thorsons Mietwagen versehentlich eine von ihnen selbst gelegte Dynamitstange. Nach der Detonation bringt Ralph die lädierten Asozialen und seinen völlig zerstörten Mietwagen auf dem Tieflader zum Flughafen. Zuhause trennt Dotty sich daraufhin von Papa, weil sie von seinem Job und Ralphs Desinteresse an ihrer Schwangerschaft die Nase voll hat. Es sind harte Zeiten für Ralph, denn als er einen befreundeten Polizeibeamten besucht, muss er feststellen, dass dieser total betrunken ist. Der Polizist ist völlig frustriert, denn sein Nachbar ist ein Rauschgiftdealer, dem er nichts anhaben kann. Ralphs Freund muss mit dem Gefängnis rechnen, denn schließlich hatte er selbst eine Portion Rauschgift verkauft. Er bittet Ralph, mit ihm eine letzte Flasche Whiskey zu leeren, nachdem er kaum missverständlich angekündigt hat, Selbstmord begehen zu wollen. In der Nacht erfährt Thorson schließlich in einer Bar vom Selbstmord des Polizisten, was ihm Anlass gibt, sich selbst schwer zu betrinken.
Verkatert und deprimiert liegt Thorson am nächsten Tag allein zu Hause im Bett. Der alte Blumenthal taucht auf und versucht, Ralph aufzumuntern: Er werde Vater und alles werde wunderbar. Dotty liebe ihn und ein Mann wäre nichts ohne eine Familie, außerdem könne er das Geld nun gut gebrauchen. So überredet er ihn schließlich, Dotty und des Geldes wegen den nächsten (allerdings gefährlichen) Auftrag anzunehmen.
Schauplatz ist Chicago. Dort soll Papa für Ritchie den jungen Gewaltverbrecher Bernardo „abholen“. In einem Slum spürt er den bewaffneten Psychopathen auf, der sofort mit einer Schrotflinte das Feuer eröffnet. Nach einer halsbrecherischen Verfolgungsjagd im Vorortzug, bei der Bernardo eine Passagierin erschießt und ein Kind als Geisel nimmt, hetzt ihn Thorson weiter in ein Parkhaus. Bernardo raubt ein Fahrzeug, Thorson ihm hinterdrein mit einem gekaperten Abschleppwagen – nach einem Fahrfehler stürzt Bernardo aus großer Höhe aus dem Parkhaus ins Wasser und kommt dabei um. Bei Papas Rückkehr ist sein Haus verwüstet, der Hund tot. Tommy Price ist übel zugerichtet und kann ihm noch berichten, dass Dotty von Rocco entführt worden ist. Thorson rast in die Schule, wo er Dotty gefesselt und geknebelt findet. Es kommt zum Showdown. Rocco erschießt zunächst einen Polizisten, dann kann ihn Thorson in den Chemiesaal locken, wo er den Irren mithilfe einer Explosion töten kann. Noch in der Schule setzen die Wehen bei Dotty ein, worauf Thorson sie ins Krankenhaus fährt und beim Anblick des Neugeborenen überwältigt ist.

## Hintergrund
- Ralph „Papa“ Thorson hat in 30 Jahren mehr als 5.000 Verbrecher gefangen.
- Jeder Kopf hat seinen Preis war der letzte Film Steve McQueens.
- Den Beruf des Kopfgeldjägers gab es eigentlich seit den Zeiten des Wilden Westens nicht mehr. Aufgrund eines Urteils des Obersten Gerichtshofes von 1872 konnte Ralph Thorson seine Tätigkeit völlig legal ausüben.
- Ralph Thorson hat einen Cameo-Auftritt als Barkeeper.[1]
- Bei einem Budget von ca. 8.000.000 Dollar spielte der Film ca. 16.274.150 Dollar ein.

## Drehorte
- Alexander Hamilton High School – 2955 S. Robertson Blvd., Palms District, Los Angeles, California, USA
- Bonfield, Illinois, USA
- Chicago, Illinois, USA
- East Los Angeles, California, USA
- Herscher, Illinois, USA
- Kankakee, Illinois, USA
- Lemont, Illinois, USA
- Los Angeles, California, USA
- Mant-eno, Illinois, USA
- Marina City – 300 N. State Street, Near North Side, Chicago, Illinois, USA

## Kritiken
Die Süddeutsche Zeitung vom 22. Dezember 1980 schrieb, „Steve McQueen wäre ein besserer letzter Film zu gönnen gewesen“. Auch die Filmzeitschrift Cinema urteilte, „Steve McQueens filmisches Vermächtnis ist dramaturgisch sehr schwach, bietet aber ein paar solide Actionszenen“. Sein letzter sei „leider keine Gala“.

## DVD-Veröffentlichung
- Jeder Kopf hat seinen Preis, 29. Mai 2002